# Тварь с миллионом глаз
«Чудовище с миллионом глаз» (англ. The Beast with a Million Eyes) — научно-фантастический фильм режиссёра Дэвида Крамарского, снятый совместно с Роджером Корманом, о пришельце, способном видеть глазами тех созданий над которыми он брал контроль.

## Сюжет
Инопланетный космический корабль терпит крушение в калифорнийской пустыне. Вскоре на хозяев расположенного неподалёку ранчо начинают нападать словно взбесившиеся домашние животные.

## В ролях
| Актёр          | Роль          |
| -------------- | ------------- |
| Пол Бирч       | Аллан Келли   |
| Лорна Тэйер    | Кэрол Келли   |
| Дона Коул      | Сэнди Келли   |
| Дик Сарджент   | Ларри         |
| Леонард Тарвер | Он            |
| Брюс Уитмор    | чудовище      |
| Честер Конклин | старик Веббер |